# ظاهرة فكرية حركية

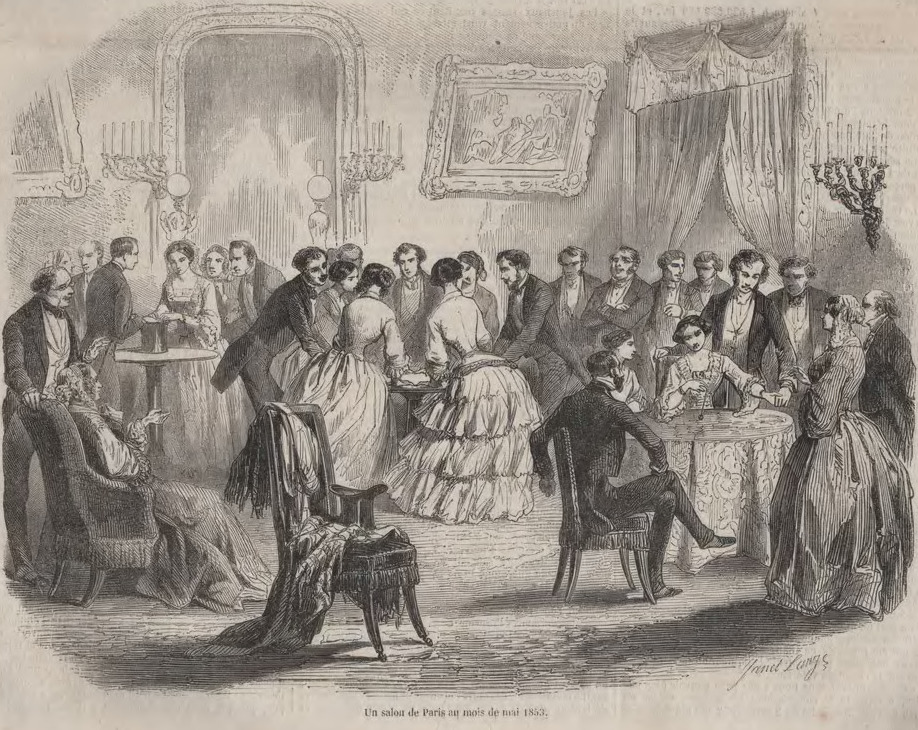
مثال على طاولة تحول في القرن الـ19 في فرنسا. دائرة المشاركين يضعون أيديهم على الطاولة، وتأثير فكري حركي يسبب طاولة إنتاج رسالة خطية، بطريقة مشابهة للوح ويجا.

الظاهرة الفكرية الحركية (بالإنجليزية: Ideomotor phenomenon)‏ هي ظاهِرة نفسية، تُمثل حركة لا إرادية بالعقل الباطن تُنتج رسائل خطية.